# Куровский, Иван Иванович
Куровский Иван Иванович  (укр. Куровський Іван Іванович; род. 28 июня 1951, село Скаржинцы, Хмельницкий район, Винницкая область) — украинский политик, строитель, благотворитель. Генеральный директор фирмы «Жилстрой». Владелец ЧП «Агропрогресс». Народный депутат Украины. Бывший председатель Черниговской областной организации партии ВО «Батькивщина» (с 2006 до 2011)

## Семья
- Жена Ольга Яковлевна.
- Сын Олег.
- Дочь Галина.

## Образование
- Киевский инженерно-строительный институт (1968—1973), инженер-строитель.

## Карьера
- Октябрь 1973 — июнь 1979 — мастер, прораб, начальник участка СМУ-2 треста «Химметалургстрой» (Калуш).
- Июнь 1979 — ноябрь 1985 — старший прораб, начальник СМУ-35.
- Ноябрь 1985 — май 1992 — главный инженер треста «Броварыпромжилстрой».
- Май 1992 — февраль 1993 — главный инженер, производственный директор коллективного предприятия «Макро».
- Февраль 1993 — май 1996 — генеральный директор ООО «Инвестиционно-строительная компания» (Киев).
- Июнь 1996 — декабрь 2005 — генеральный директор ООО «Жилстрой» (Киев).
- Декабрь 2005 — май 2006 — старший научный сотрудник Научно-исследовательского института строительной механики Киевского национального университета строительства и архитектуры.

## Политическая деятельность
Избирался депутатом Бобровицкой районной рады Черниговской области.
Народный депутат Украины 5-го созыва с 25 мая 2006 до 12 июня 2007 от «Блока Юлии Тимошенко», № 65 в списке. На время выборов: старший научный сотрудник Научно-исследовательского института строительной механики Киевского национального университета строительства и архитектуры, беспартийный. Член фракции «Блок Юлии Тимошенко» (с 25 мая 2006). Член Комитета по вопросам бюджета (с 18 июля 2006). 12 июня 2007 года досрочно прекратил свои полномочия во время массового сложения мандатов депутатами-оппозиционерами с целью проведения внеочередных выборов в Верховную раду.
Народный депутат Украины 6-го созыва с 23 ноября 2007 от «Блока Юлии Тимошенко», № 65 в списке. На время выборов: генеральный директор ООО «Жилстрой», член партии ВО «Батькивщина». Член фракции «Блок Юлии Тимошенко» (23 ноября 2007 — 1 февраля 2011). Исключен из фракции за голосование за внесение изменений в Конституцию в части проведения очередных выборов парламента и президента. Член Комитета по вопросам бюджета (с 26 декабря 2007).
По информации движения «Честно» в период осуществления депутатских полномочий в Верховной раде 6-го созыва народный депутат Украины Куровский Иван Иванович неоднократно нарушал принцип личного голосования на заседаниях Верховной Рады Украины.
Народный депутат Украины 7-го созыва с 12 декабря 2012 г. Самовыдвиженец по избирательному округу № 209, Черниговская область.
Член депутатской фракции Партии регионов в Верховной раде седьмого созыва.
Член Комитета Верховной рады по вопросам бюджета
Член группы по межпарламентским связям с Итальянской Республикой, Канадой, ОАЭ, Польшей, Турцией, Узбекистаном, Грузией, Швейцарией, Литвой, Кипром, Францией, Австрией, Германией, Чехией.

## Награды
- Заслуженный строитель Украины (с 1999)[1].
- Лауреат государственной премии Украины в области архитектуры (2000)[2].
- Орден «За заслуги» III (август 2003)[3],
- Орден «За заслуги» II степени (август 2011)[4].